# Grandidieryt

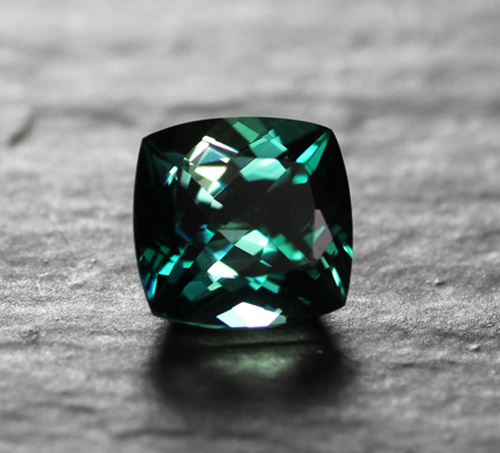
Przezroczysty grandidieryt po oszlifowaniu

Grandidieryt – rzadki minerał z grupy krzemianów, wykorzystywany jako cenny kamień jubilerski. 
Został odkryty na Madagaskarze w 1902 r. przez francuskiego mineraloga Alfreda Lacroix (1863–1948). Nazwał go na cześć Alfreda Grandidiera (1836–1912), francuskiego geografa, podróżnika i przyrodnika, który badał Madagaskar w latach 1865–1870.

## Charakterystyka
Grandidieryt jest mieszanym krzemianem i boranem glinu, żelaza(II) i magnezu o wzorze chemicznym Mg
0,75Fe2+

0,25Al
3(BO
4)(SiO
4)O, co czyni go podobnym do ominelitu i kornerupinu. 
Może mieć barwę od zielononiebieskiej, przez niebieskozieloną do niebieskiej. Udział barwy niebieskiej wzrasta wraz z zawartością jonów Fe2+
. Zwykle jest kruchy i półprzezroczysty lub mętny, pierwsze w pełni przezroczyste okazy uzyskano w 2003 r. Wykazuje dwójłomność oraz silny pleochroizm (a ściślej trichroizm), czyli zmianę zabarwienia w zależności od kierunku obserwowania w świetle spolaryzowanym, w którym może być ciemnozielonkawoniebieski, bezbarwny i ciemnozielony. Częstymi zanieczyszczeniami w strukturze są tytan, mangan, sód i potas. 
Jego twardość w skali Mohsa wynosi 7–7,5 (analogicznie do granatu); współczynnik załamania światła: no = 1,590, ne = 1,623; dwójłomność: Δn = 0,033; gęstość: d = 2,85–3,01 g/cm³.
Zgodnie z klasyfikacją minerałów Strunza grandidieryt należy do krzemianów wyspowych (nezokrzemianów) z grupy 9A lub 8B.

## Występowanie
Jest minerałem rzadkim, towarzyszy innym minerałom w skałach  bogatych w glin i bor. Spotykany jest w pegmatytach, aplitach, gnejsach i ksenolitach. Towarzyszą mu skalenie, kwarc, diopsyd, flogopit oraz szerlit.
Występuje na południowym Madagaskarze w okolicach miasta Tôlanaro, a także w mniejszych ilościach w Malawi, Algierii, Kanadzie, USA, we Włoszech, Norwegii, Nowej Zelandii i na Sri Lance. Po odkryciu w 2014 r. na Madagaskarze jego dużych pokładów, jego wydobycie znacznie wzrosło. Jedynie niewielki odsetek znajdowanych grandidierytów ma jakość jubilerską.